# スポーツ酒場 語り亭
『スポーツ酒場 語り亭』（スポーツさかば かたりてい）は、NHK BS1にて2013年4月から放送されているスポーツ・トーク番組である。

## 概要
「三度の飯よりスポーツ好きなママが仕込んだスポーツネタで、酒は出さずにトークで客を酔わせるバー」という設定の架空の酒場「語り亭」を舞台に、ミッツ・マングローブがママ役となり毎回ひとつのスポーツやテーマにスポットを当ててトークを行う。
スタジオはバーカウンターを模しており、番組冒頭は常連客数人とママ・チーママのトークとお客の持ち寄ったお宝グッズ紹介等で始まり、途中から新規のお客が来店しその時取り上げられたスポーツ・テーマに縁ある往年のプレイヤー・現役プレイヤー・解説者・愛好家がお客として訪れ、ひたすら熱く語りつくす。
元々は、スポーツイベントが減る冬場にNHKのBS1を盛り上げる1つの企画として、スポーツをテーマに語るトーク番組を作ろうと始まった。
2015年度には、スポーツ関連番組枠『スポーツ・ラボ』の一環として放送された。
2023年10月9日放送分は同月12月に予定されているBS放送波再編に関する告知を兼ねていたことからBS1に加えて総合テレビ（NHKプラスでの同時・見逃し配信を含む）でも放送された。

## 放送内容
原則として初回放送として放送された日付を掲載。

### 2013年
| 放送日   | タイトル                  | ゲスト                                                                                               |
| -------- | ------------------------- | --- |
| 04月27日 | 魔球                      | 大野豊、牛島和彦、小宮山悟、古田敦也、やくみつる、伊集院光、大沢あかね                               |
| 06月01日 | サッカースーパーゴール    | 早野宏史、ラモス瑠偉（FC岐阜監督）、小島伸幸、前園真聖、森山直太朗、ヒデ（ペナルティ）               |
| 07月07日 | プロ野球 ホームラントーク | 掛布雅之、広澤克実、東尾修、井森美幸、庄司智春（品川庄司）、大島康徳                                 |
| 08月11日 | 大相撲 技トーク           | 音羽山親方（元大関・貴ノ浪）、浅香山親方（元大関・魁皇）、舞の海、はなわ、塙宣之（ナイツ）、鈴木サチ |
| 09月14日 | プロ野球 ストッパー       | 江夏豊、田尾安志、角盈男、高津臣吾、風見しんご、森口博子                                             |
| 10月19日 | MLB・ワールドシリーズ     | 吉井理人、小宮山悟、レッド吉田（TIM）、生島淳、パトリック・ハーラン（パックンマックン）              |
| 12月01日 | フィギュアスケート        | 尾木直樹、佐野稔、伊藤みどり、小島慶子、本田武史                                                     |

### 2014年
| 放送日   | タイトル                               | ゲスト |
| -------- | -------------------------------------- | --- |
| 01月01日 | 春特番 とことん冬のオリンピック        | 佐野稔、八木弘和、伊藤みどり、清水宏保、恩田美栄、宍戸開、マツコ・デラックス                               |
| 03月02日 | ソチ五輪 フィギュア                    | 佐野稔、伊藤みどり、本田武史、安藤美姫                                                                     |
| 04月06日 | プロ野球 先発エース                    | 村田兆治、西崎幸広、古田敦也、今中慎二、ダンカン                                                           |
| 05月11日 | 大相撲 横綱談義                        | 芝田山親方（元横綱・大乃国）、武蔵川親方（元横綱・武蔵丸）、デーモン小暮閣下、塙宣之（ナイツ）、刈屋富士雄 |
| 06月08日 | サッカー ストライカー                  | 小島伸幸、武田修宏、小倉隆史、勝村政信、団長安田（安田大サーカス）                                         |
| 06月21日 | ウィンブルドン                         | 沢松奈生子、杉山愛、石黒賢、クリス松村、森中直樹                                                           |
| 08月03日 | 今夜はとことん、野球マンガ             | 田口壮、片岡安祐美、角盈男、パンチ佐藤、伊集院光                                                           |
| 09月07日 | ゴルフ スーパーショット                | 芹澤信雄、佐渡充高、森口博子、丸山茂樹、栗田貫一                                                           |
| 10月05日 | プロ野球 日本シリーズ                  | 石毛宏典、駒田徳広、古田敦也、北村晴男、加藤晴彦                                                           |
| 11月09日 | これがメジャーだ! スーパープレー大特集 | 田口壮、佐々木主浩、井口資仁、パトリック・ハーラン（パックンマックン）、シェイラ                           |
| 12月07日 | 氷上の華!フィギュアスケート            | 佐野稔、伊藤みどり、本田武史、宮本賢二、鈴木明子                                                           |

### 2015年
4月から日曜21時からの放送に変更。
| 放送日   | タイトル                                       | ゲスト                                                                                                   |
| -------- | ---------------------------------------------- | --- |
| 03月21日 | 放送90年特集 日本が沸いた!〜スポーツ実況90年〜 | 山本浩、徳光和夫、高橋尚子、刈屋富士雄、工藤三郎、米田功、岡野雅行                                       |
| 04月05日 | プロ野球 4番バッター                           | 金本知憲、掛布雅之、山崎武司、槙原寛己、森口博子、ビビる大木                                             |
| 05月03日 | 体操 “スゴ技”                                  | 塚原光男、塚原直也、田中光、小西裕之、廣田遥、音羽山親方（元大関・貴ノ浪）オラキオ（弾丸ジャッキー）     |
| 06月14日 | 陸上100m                                       | 朝原宣治、井上悟、塚原直貴、ワッキー、井村久美子、AMEMIYA                                                |
| 08月02日 | サッカー“ディフェンダー”                       | 秋田豊、森岡隆三、山本浩、蝶野正洋、福田正博、ヒデ、じゅんいちダビッドソン、浅野智秋、フルカウント千葉   |
| 09月06日 | 日本ラグビー 勝つための“哲学”                  | 松尾雄治、大畑大介、平浩二、ラトゥ・ウィリアム・志南利、アントキの猪木、村上晃一、加藤康雄（烏龍パーク） |
| 10月04日 | 幻の“日本シリーズ” 伝説の選手たち              | 徳光和夫、田淵幸一、ダンカン、森田創、金田正一                                                           |
| 10月11日 | ラグビーW杯 歴史をつくった日本代表             | 松尾雄治、大畑大介、村上晃一、坂田正彰、堀越正己、篠塚公史、淡輪優希                                     |
| 11月08日 | スポーツと音楽の深〜い関係                     | 田口壮、塚原直貴、鈴木明子、有森裕子、藤井隆、バッキー木場                                               |
| 12月06日 | レジェンドたちのアスリート哲学                 | 山本昌、旭天鵬勝、中澤佑二、ヒデ（ペナルティ）、小山裕史、刈屋富士雄                                     |

### 2016年
| 放送日   | タイトル                 | ゲスト |
| -------- | ------------------------ | --- |
| 02月07日 | とことん羽生結弦         | 佐野稔、本田武史、宮本賢二、能登直                                                                           |
| 02月28日 | 生放送!とことん高梨沙羅  | 原田雅彦、山田いずみ、工藤三郎、生島淳                                                                       |
| 03月06日 | サッカー スーパーセーブ  | 小島伸幸、本並健治、福田正博、川口能活、山本浩、土田晃之                                                     |
| 03月23日 | プロ野球ソング三昧       | 大島康徳、高橋尚成、博多華丸、ビビる大木、ファンタスティック・ピッチング・マシーン中嶋                       |
| 05月05日 | 大相撲 とことん“大関”    | 藤島親方（元大関・武双山）、浅香山親方（元大関・魁皇）、鳴戸親方（元大関・琴欧洲）、デーモン閣下、刈屋富士雄 |
| 10月21日 | 名捕手が語る日本シリーズ | 野村克也、古田敦也、里崎智也                                                                                 |

### 2017年
| 放送日   | タイトル                               | ゲスト                                                         |
| -------- | -------------------------------------- | -------------------------------------------------------------- |
| 02月24日 | サッカー・レフティー                   | 名波浩、岩本輝雄、秋田豊、ヒデ                                 |
| 04月02日 | とことんカーリング男子日本代表         | 敦賀信人、市川美余、生島淳                                     |
| 06月12日 | 日本代表                               | 佐々木則夫、小久保裕紀、川口能活、生島淳                       |
| 07月02日 | “天才”の育て方                         | 加藤一二三、杉本昌隆、吉井妙子、原晋、本田武史                 |
| 09月18日 | “美筋”〜アスリートの美しい筋肉〜       | 古賀淳也、塚原直貴、小椋久美子、岩下尚史、横手貞一朗、植田知成 |
| 12月23日 | 夢が走る 競馬のオールスター戦 有馬記念 | 岡部幸雄、鈴木康弘、宮川一朗太、レッド吉田、藤井康生           |

### 2018年
| 放送日   | タイトル                                                | ゲスト                                                                     |
| -------- | ------------------------------------------------------- | -------------------------------------------------------------------------- |
| 02月04日 | 平昌五輪直前SP フィギュアスケート 表現力ってなんだ      | 本田武史、宮本賢二、鈴木明子、岡部由起子、佐野稔                           |
| 03月09日 | 日本フィギュア 進化の秘密                               | 本田武史、佐野稔、岡部由起子、宮本賢二、野口美恵                           |
| 04月14日 | プロ野球開幕SP 優勝のカギを握る 助っ人外国人            | 真中満、小宮山悟、ダンカン、レッド吉田、中島国章                           |
| 05月13日 | 号外! 大谷翔平                                          | 真中満、小宮山悟、ダンカン、レッド吉田、中島国章                           |
| 06月02日 | 2018 FIFAワールドカップ開幕SP 決定力って何だ?           | 佐藤寿人、野口幸司、前園真聖、小島伸幸、山本昌邦、土田晃之                 |
| 07月16日 | とことん”二刀流”大谷翔平                                | 斎藤隆、岡島秀樹、岩村明憲、蛍原徹、生島淳                                 |
| 09月17日 | 緊急開店 祝!全米オープン優勝 とことん大坂なおみ         | 杉山愛、浅越しのぶ、辻野隆三、フローラン・ダバディ、内田暁                 |
| 10月06日 | とことんイニエスタ                                      | 野口幸司、シジマール・アントニオ・マルチンス、森岡隆三、戸田和幸、尾形貴弘 |
| 12月16日 | ファイナル優勝!紀平梨花 緊急!進化するフィギュアスケート | 佐野稔、本田武史、野口美恵、石井てる美                                     |

### 2019年
| 放送日   | タイトル                                                 | ゲスト                                             |
| -------- | -------------------------------------------------------- | -------------------------------------------------- |
| 01月20日 | アジアの頂点を目指せ! サッカー日本代表                   | 宮澤ミシェル、福西崇史、鈴木隆行、ヒデ             |
| 02月03日 | 王座奪還 サッカー日本代表アジアカップ                    | 宮澤ミシェル、福西崇史、鈴木隆行、ヒデ             |
| 03月13日 | 目指せ世界一! 進化するカーリング女子                     | 石崎琴美、平田洸介、竹田総一郎                     |
| 03月22日 | 現役引退 45歳イチロー伝説                                | AKI猪瀬、三倉茉奈、高橋尚成、岡島秀樹、ニッチロー' |
| 06月10日 | なでしこ女王奪還へ〜サッカー女子W杯〜                    | 佐々木則夫、望月聡、丸山桂里奈、大竹七未           |
| 09月21日 | 女子マラソン 五輪をかけた“勝負のポイント”                | 瀬古利彦、有森裕子、小林祐梨子                     |
| 09月29日 | 渋野・畑岡…黄金世代が熱い女子オープンゴルフ直前SP        | 森口祐子、茂木宏美、小川淳子、三觜喜一             |
| 10月11日 | ラグビーワールドカップ2019 日本代表悲願のベスト8へ       | 坂田正彰、立川理道、村上晃一                       |
| 10月17日 | ラグビーワールドカップ2019 祝!日本代表 悲願のベスト8進出 | 坂田正彰、平浩二、立川理道、村上晃一               |

### 2020年
| 放送日   | タイトル                           | ゲスト                                                     |
| -------- | ---------------------------------- | ---------------------------------------------------------- |
| 01月02日 | オリンピックイヤー幕開けスペシャル | 武井壮、宮下純一、小椋久美子、岩下尚史、大畑大介、塚原直也 |
| 03月01日 | （スペシャル）ありがとう ノムさん  | 古田敦也、宮本慎也、江夏豊、福本豊、小早川毅彦             |
| 03月08日 | ロコ・ソラーレ 世界選手権に挑む    | 石崎琴美、市川美余、金村萌絵、竹田聡一郎                   |
| 06月17日 | プロ野球開幕!こんなシーンが見たい  | 小早川毅彦、古田敦也、高橋尚成                             |
| 10月04日 | とことんダルビッシュ 34歳の進化    | 小早川毅彦、山本昌、川上憲伸                               |
| 11月20日 | 日本シリーズ 勝利のキーマンは?     | 緒方孝市、斎藤雅樹、里崎智也                               |
| 11月28日 | 夢の競演!競馬ジャパンカップ        | 岡部幸雄、佐々木主浩、土屋伸之、徳光和夫(VTR)              |

### 2021年
| 放送日               | タイトル                                               | ゲスト                                                                                           |
| -------------------- | ------------------------------------------------------ | ------------------------------------------------------------------------------------------------ |
| 01月09日             | 新春スペシャル「東京五輪 注目アスリート」              | 増田明美、竹下佳江、冨田洋之、松田丈志                                                           |
| 02月23日 16:00-16:50 | Jリーグ開幕特集!                                       | 前園真聖、中澤佑二、福西崇史                                                                     |
| 03月21日 23:00-23:50 | プロ野球開幕SP マー君が帰ってきた!                     | 掛布雅之、斎藤雅樹、里崎智也                                                                     |
| 05月09日 20:00-20:50 | 二刀流完全復活! 大谷翔平の進化に迫る                   | 小早川毅彦、斎藤隆、黒木知宏                                                                     |
| 07月18日             | 東京2020オリンピック 開幕直前スペシャル                | 松田丈志、星奈津美、小椋久美子、米田功、有森裕子、朝原宣治、刈屋富士雄                           |
| 08月16日             | 東京2020スペシャル                                     | 水谷隼、宮崎義仁、武井壮、見延和靖、加納虹輝、後藤希友、宇津木妙子、北園丈琉、冨田洋之、松田丈志 |
| 10月07日 21:00-21:50 | とことん大谷翔平 二刀流で大活躍!進化の秘密             | 小早川毅彦、黒木知宏、AKI猪瀬                                                                    |
| 11月05日 20:00-20:50 | プロ野球 クライマックスシリーズ直前SP!                 | 掛布雅之、宮本慎也、星野伸之、黒木知宏                                                           |
| 11月22日             | 五輪シーズン本格化!フィギュアスケート 北京への熱き戦い | 本田武史、鈴木明子、宮本賢二                                                                     |

### 2022年
| 放送日   | タイトル                                                     | ゲスト                                                               |
| -------- | ------------------------------------------------------------ | -------------------------------------------------------------------- |
| 01月01日 | 2022年 新春スポーツ巻頭言                                    | 岡崎朋美、本田武史、市川美余                                         |
| 02月03日 | 北京五輪 氷上の戦い                                          | 本田武史、岡崎朋美、市川美余                                         |
| 02月26日 | 北京五輪スペシャル あの感動をもう一度!                       | 岡崎朋美、野上大介、佐野稔、本田武史、鈴木明子、工藤三郎、刈屋富士雄 |
| 03月22日 | プロ野球開幕スペシャル                                       | 村田真一、星野伸之、宮本慎也、黒木知宏                               |
| 05月28日 | 覚醒!令和の怪物 とことん佐々木朗希                           | 山本昌、黒木知宏、里崎智                                             |
| 06月26日 | 今年もすごいぞ!二刀流 MLB開幕3か月                           | 小早川毅彦、岡島秀樹、AKI猪瀬                                        |
| 09月05日 | 令和のホームランアーティスト とことん村上宗隆                | 掛布雅之、五十嵐亮太、上田剛史                                       |
| 10月06日 | プロ野球 クライマックスシリーズ直前SP!                       |                                                                      |
| 10月09日 | MLB2022 とことん大谷翔平&ダルビッシュ有                      |                                                                      |
| 11月11日 | フィギュアスケートが熱い! 羽生結弦&NHK杯の見どころ           |                                                                      |
| 11月22日 | 決勝トーナメント進出のカギは FIFA ワールドカップ 2022 直前SP |                                                                      |

### 2023年
| 放送日                         | タイトル                                             | ゲスト                          |
| ------------------------------ | ---------------------------------------------------- | ------------------------------- |
| 01月01日                       | 2023 新春スポーツ巻頭言                              |                                 |
| 03月26日                       | 2023 プロ野球開幕スペシャル                          |                                 |
| 05月01日                       | MLB開幕1か月 日本人メジャーリーガーの活躍            |                                 |
| 07月18日                       | 2023プロ野球 前半戦振り返り                          |                                 |
| 09月07日                       | ラグビーW杯直前SP〜ベスト4へ 1次リーグ突破のカギは〜 |                                 |
| 10月09日 17:30 - 18:00（総合） | 全力応援!大谷翔平&新BSスタート2か月前SP              | 五十嵐亮太、AKI猪瀬、岡田圭右   |
| 10月09日 19:30 - 20:30         | MLB2023 とことん大谷翔平&日本人選手の活躍            | 小早川毅彦、五十嵐亮太、AKI猪瀬 |

## レギュラー
- ミッツ・マングローブ （ママ）
- 新井麻希（アシスタント、2021年11月から）
- バッキー木場（ナレーション、番組開始から2020年までの各回、2021年からはDJ.ナイクと随時交替で担当。）
- DJ.ナイク（ナレーション、2021年の新春スペシャル「東京五輪 注目アスリート」回からバッキー木場と随時交代で担当。）

ゲスト以外で登場
- からくりどーる（マジシャン。トークの合間に度々登場）
- ゲッターズ飯田（占い師。春特番に登場し五輪フィギュアスケート選手を占う）
- 馬と魚（芸人。「サッカー ストライカー」の回トークの合間に登場）
- 岸田あさみ（ちいママ。「ゴルフ スーパーショット」の回に登場）
- 古澤巌、平松有梨、Metis（公開収録「スポーツと音楽の深〜い関係」の回で生演奏・歌唱）

### 過去の出演者
- 西島まどか （ちいママ /アシスタント、番組開始から2021年10月まで）

## パイロット版
2012年12月29日に『スポーツ酒場“語り亭” 〜ロンドン五輪 あの感動をもう一度〜』が放送された。
ゲストは、三屋裕子、森末慎二、松村邦洋、磯山さやか。